# 1893年逝世人物列表
1893年逝世人物列表：1月 - 2月 - 3月 - 4月 - 5月 - 6月 - 7月 - 8月 - 9月 - 10月 - 11月 - 12月
下面是1893年逝世的知名人士列表。

## 1-6月

### 1月2日
- 約翰·奧巴迪亞·韋斯特伍德，英國昆蟲學家

### 1月7日
- 约瑟夫·斯特凡，斯洛維尼亞物理學家、數學家和詩人

### 1月11日
- 本傑明·巴特勒，美國律師、政治家和將軍

### 1月17日
- 盧瑟福·海耶斯，70歲，美國第19任總統

### 1月23日
- 盧修斯·昆圖斯·辛辛那圖斯·拉瑪律，美國最高法院大法官

### 1月27日
- 詹姆斯·G·布莱恩，美國眾議院議長、美國參議員和美國國務卿

### 2月1日
- 喬治·亨利·桑德森，三藩市市長

### 2月4日
- 康塞普西翁·阿雷納爾，西班牙女權主義作家、活動家

### 2月8日
- 珍妮·卡塞迪，美國慈善家

### 2月10日
- 亨利·丘吉爾·德米勒，美國劇作家

### 2月13日
- 伊格納西奧·曼努埃爾·阿爾塔米拉諾，第一位現代墨西哥小說家[1]

### 2月17日
- 亞瑟·卡明，英國海軍上將

### 2月18日
- 塞拉努斯·柯林頓·黑斯廷斯，美國政治家
- 喬治·圖普一世，東加國王

### 2月20日
- P·G·T·博雷加德，美國同盟將軍

### 3月7日
- 弗朗西斯科·羅伯斯，厄瓜多第六任總統

### 3月16日
- 威廉·伊林沃思，英國攝影師

### 3月17日
- 露西·伊莎貝拉·巴克斯通，英國女演員
- 茹费理，法國總理

### 3月18日
- 喬治·亞歷山大·貝爾德，富有的英國馬匹飼養員
- 初代坂東家橘，日本歌舞伎演員

### 3月21日
- 瑪麗·富特·西摩，美國學校創始人

### 3月30日
- 簡·西姆-麥肯齊，加拿大第二任總理的第二任妻子

### 4月8日
- 奧古斯特·恰爾托雷斯基，波蘭王子

### 4月17日
- 露西·拉科姆，美國教師和作家[2]

### 4月19日
- 約翰·阿丁頓·西蒙茲，英國詩人、文學評論家

### 4月22日
- 愛德華·菲茨傑拉德·比爾，美國冒險家、商人

### 4月26日
- 哈麗埃特·貝克，美國兒童讀物作家

### 4月27日
- 约翰·巴兰斯，紐西蘭第14任總理

### 5月8日
- 曼努埃爾·岡薩雷斯·弗洛雷斯，墨西哥第31任總統[3]

### 5月10日
- 揚·伊曼紐爾·弗洛雷斯庫，羅馬尼亞將軍和政治家，兩屆羅馬尼亞總理

### 6月1日
- 席爾瓦·波爾圖，葡萄牙畫家

### 6月7日
- 埃德溫·布斯，美國演員

### 6月14日
- 雅各·弗羅哈默，德國神學家、哲學家

### 6月19日
- 瑪格麗特·曼頓·梅里爾，英國出生的美國記者和翻譯

### 6月21日
- 利兰·斯坦福，加利福尼亞州州長

### 6月22日
- 喬治·特賴恩，英國海軍上將

### 6月23日
- 威廉·福克斯，紐西蘭第二任總理
- 西奧菲勒斯·謝普斯通，南非政治家

## 7-12月

### 7月2日
- 喬治亞娜·德魯，美國女演員、喜劇演員

### 7月6日
- 居伊·德·莫泊桑，法國作家

### 7月16日
- 安東尼奧·吉斯蘭佐尼，義大利政治家、記者

### 8月6日
- 讓-雅克·查萊-維內爾，瑞士聯邦委員會成員

### 8月7日
- 阿爾弗雷多·加泰羅尼亞尼，義大利作曲家

### 8月16日
- 让-马丁·沙可，法國神經學家

### 8月20日
- 亞歷山大·瓦西爾科·馮·塞雷茨基，布科維納公國總督，海倫豪斯家族成員

### 8月31日
- 露西·漢密爾頓·胡珀，美國作家和編輯

### 9月7日
- 汉密尔顿·菲什，美國政治家，曾任美國國務卿和紐約州州長。

### 9月9日
- 弗里德里希·特勞戈特·庫青，德國藥劑師、植物學家和藻類學家

### 9月13日
- 远藤谨助，日本近代化先驅之一。

### 9月28日
- 貝拉·弗蘭奇·斯威舍，美國作家、編輯和出版商

### 10月6日
- 福特·馬多克斯·布朗，英國畫家

### 10月8日
- 約翰·威利斯·梅納德，非裔美國政治家

### 10月10日
- 利普·派克，美國棒球運動員

### 10月17日
- 帕特里斯·麦克马洪，法國將軍、政治家和第三共和國第一任總統（1875-1879）

### 10月18日
- 查理斯·古諾，法國作曲家

### 10月22日
- 杜利普·辛格，旁遮普邦統治者

### 10月30日
- 约翰·阿博特，加拿大第三任總理

### 11月6日
- 彼得·柴可夫斯基，俄羅斯作曲家

### 11月8日
- 安妮·皮克斯利，美國女演員

### 11月11日
- 查理斯·貝爾，美國政治家

### 11月17日
- 亞歷山大一世，保加利亞第一王子

### 11月22日
- 詹姆斯·考爾德，賓夕法尼亞州立大學第五任校長

### 11月24日
- 貝爾·亨特·肖特裡奇，美國作家

### 11月28日
- 亞歷山大·坎寧安，英國工程師和考古學家

### 12月8日
- 亞歷山德魯·切爾納特，摩爾達維亞出生的羅馬尼亞將軍和政治家

### 12月11日
- 威廉·米利根，蘇格蘭神學家

### 12月20日
- 亨利·戈培爾，精密機械發明家。

### 12月25日
- 瑪麗·杜羅徹，巴西產科醫生

### 12月27日
- 查尔斯·梅里维尔，英国历史学家。

### 12月30日
- 塞缪尔·怀特·贝克，英國探險家

## 日期不詳
- 瑪格麗特·福克斯，美國靈媒